# Niels Dengsø Jensen
Niels Dengsø Jensen (født 21. juni 1962) er en dansk erhvervsmand og landmand, der siden 2007 har været bestyrelsesformand for koncernbestyrelsen for Dansk Landbrugs Grovvareselskab (DLG). Han overtog posten i 2007, da Niels Skadhauge valgte at stoppe efter 13 år på posten. Han blev valgt til DLG’s bestyrelse i 2001. I 2004 blev han valgt til næstformand for DLG’s bestyrelse og i 2007 blev han valgt til formandsposten. I regi af DLG er Niels Dengsø Jensen valgt til bestyrelserne i Ha-Ge Kiel, Tyskland, Team SE, Tyskland, Vilofoss, Danhatch og Danæg. 
Niels Dengsø Jensen er ligeledes bestyrelsesformand for AP Pension, medlem af bestyrelsen for Food & Biocluster Denmark samt biogasselskabet BIOCIRC. 
Niels Dengsø Jensen var fra fra 2007-2012 næstformand i erhvervsorganisationen Landbrug & Fødevarer, tidligere Landbrugsraadet. 
Niels Dengsø Jensen er selvstændig landmand og driver et landbrug med ca. 280 malkekøer og 300 ha på fødegården Skralborg i Knudby ved Løgstrup nær Viborg. Niels Dengsø Jensens far var Rasmus Jensen, der var en af stifterne af Mejeriselskabet Danmark (MD Foods), senere Arla Foods Amba, og medlem af bestyrelse og formand i en lang årrække. Niels Dengsø Jensen er gift med bestyrelsesformand, tidl. tidligere direktør for Landbrug & Fødevarer Anne Charlotte Lawaetz Arhnung og har tre sønner fra et tidligere forhold.
|  | Artiklen om Niels Dengsø Jensen kan blive bedre, hvis der indsættes et (bedre) billede Du kan hjælpe ved at afsøge Wikimedia Commons for et passende billede eller uploade et godt billede til Wikimedia Commons iht. de tilladte licenser og indsætte det i artiklen. |